# Mainhorse
Mainhorse foi uma banda inglesa de Rock Progressivo e com pegadas de Hard Rock e Rock Psicodélico formada em 1969 por Patrick Moraz, mais conhecido por fazer parte do grupo de Rock Progressivo Yes.

## Início
A banda formou-se em meados de 1969. Em 1970, fechou contrato com a Polydor e gravou seu primeiro e único álbum, cujo nome também é Mainhorse. O álbum teve uma boa aceitação do público e grandes vendas que, em 1971, cresceram repentinamente.

## Final
O grupo se separou em 1972, todos seus os membros seguiram carreira em outras afiliações com Patrick Moraz se juntando ao Yes. Terminou-se prematuramente, então, a banda Mainhorse.

## Discografia

### Álbuns de Estúdio
Mainhorse - (1970)

## Miembros
- Patrick Moraz - teclados
- Peter Lockett - guitarra, violino e Voz
- Jean Ristori - Baixo e Coro
- Bryson Graham - Bateria, Percussão